# Питър Бийгъл
Питър Сойер Бийгъл (на английски: Peter Soyer Beagle) е американски писател и сценарист.

## Биография
Питър Бийгъл е роден на 20 април 1939 г. в Ню Йорк. Завършва литература и испански език в Питсбъргския университет. Още като второкурсник печели първо място в конкурса на списание "Seventeen Magazine" за разказа си „Телефонен звън“ (Telephone Call, 1957). През 1960 г. публикува първия си фентъзи роман „Прекрасно и усамотено място“ (A Fine and Private Place).
През 1960-те Бийгъл става професионален писател. През 1968 г. публикува романа „Последният еднорог“ (The Last Unicorn), който му носи световна известност и всеобщо признание. През 1982 г. по романа и по сценарий на Питър Бийгъл излиза едноименният филм.
През 1970-те Бийгъл активно работи над киносценарии. Той е сред сценаристите на анимационните филми „Властелинът на пръстените“ (1978) и „Малката русалка“ (1992). Автор е на сценария на епизода Sarek от телевизионния сериал „Стар Трек“ (1990).
Въз основа на разказа му Come, Lady Death (1963) в началото на 1990-те е създадена операта „Полунощният ангел“. Бийгъл лично написва либретото, а музиката е дело на Дейвид Карлсън, композитор от Сан Франциско. Световната премиера на операта е през 1993 г., в Глимерглас Опера (Glimmerglass Opera) в Ню Йорк, Сейнт Луиския оперен театър (Opera Theatre of St. Louis) и операта на Сакраменто (Sacramento Opera).
Творбите на Бийгъл са преведени на повече от 15 езика.
Питър Бийгъл живее в Оукланд, Калифорния.

## Награди
- 1987, Награда Митопоетик в категорията „Фентъзи“ за „Народът на въздуха“ (The Folk of the Air) (1986)
- 1994, Награда Локус в категорията „Фентъзи роман“ за „Песента на ханджията“ (The Innkeeper's Song) (1993)
- 2000, Награда Митопоетик в категорията „Произведение за възрастни“ за „Тамзин“ (Tamsin) (1999)
- 2006, Награда Небюла в категорията „Новела“ за „Две сърца“ (Two Hearts) (2005)
- 2006, Награда Хюго в категорията „Новела“ за „Две сърца“ (Two Hearts) (2005)
- 2010, Награда Локус в категорията „Новела“ за By Moonlight (2009)